# Pucang Songo
Pucang Songo is een bestuurslaag in het regentschap Malang van de provincie Oost-Java, Indonesië. Pucang Songo telt 2552 inwoners (volkstelling 2010).